# Magic Sword
Magic Sword (マジックソード?), es un videojuego hack and slash de desplazamiento lateral lanzado por Capcom para arcade en 1990. El juego presenta al jugador como un héroe que debe abrirse camino a través de una torre mística para salvar el mundo. El jugador puede usar una espada, un hacha o magia, y también puede rescatar y reclutar aliados potenciales de varias clases de personajes, cada uno de los cuales tiene sus propias habilidades especiales. Tres años antes, Capcom había lanzado un juego similar, Black Tiger.

## Trama
Magic Sword tiene lugar en un mundo sin nombre, que está siendo amenazado por el señor oscuro Drokmar, que tiene el control de un cristal maligno conocido como "Black Orb", que le permitiría gobernar el mundo. Para evitar que esto suceda, el héroe, conocido como Brave One, debe escalar hasta la cima de la torre de 50 pisos en la que reside Drokmar, conocida como Dragon Keep.
Al final del juego, cuando Drokmar es derrotado, el jugador tiene la opción de dos finales: Destruir el Orbe, o tomar el control de él, convirtiéndose en el nuevo señor oscuro.

## Jugabilidad
Magic Sword comparte muchos elementos de juego con Black Tiger. El juego tiene peleas de desplazamiento lateral, con algunos elementos de plataformas. El jugador controla solo al personaje principal. El aliado acompañante, controlado por la computadora, sigue al jugador diligentemente y solo ataca y salta cuando el jugador lo hace. Los personajes asistentes consisten en Amazon (usa un arco), Big Man (empuña un hacha y la lanza), Knight (usa un escudo y dispara lanzas), Lizardman (lanza tres espadas cortas hacia adelante), Ninja (lanza de 3 a 5 shuriken que rebotan en superficies), Priest/Cleric (lanza bolas de energía dirigidas hacia enemigos), Thief (capaz de encontrar tesoros ocultos y trampa, y lanza bombas a corto alcance) y Wizard (lanza tres bolas de energía a modo de misil hacia adelante). El jugador puede llevar un artículo, que puede ayudar al jugador o al aliado actual.
El jugador tiene un medidor de magia. Se llena mientras el jugador no ataca, pero se vacía por completo cada vez que el jugador ataca. Si el jugador ataca cuando el medidor está vacío o azul, el jugador solo puede realizar un ataque cuerpo a cuerpo cuando se usa el botón de ataque estándar. Los aliados mágicos como el sacerdote y el mago no atacarán en esta situación. Si es rojo pero no está lleno, el jugador y cualquier aliado mágico que se asocie con él realizarán un ataque mágico a distancia débil junto con el ataque cuerpo a cuerpo. Si está lleno, el jugador y cualquier aliado mágico que se asocie con él realizarán un fuerte ataque mágico a distancia junto con el ataque cuerpo a cuerpo. Los aliados no mágicos atacarán cuando el jugador ataque, independientemente del estado del medidor de magia.
La salud del jugador se muestra como un conjunto de cinco barras de PS y un número junto a dichas barras que cuenta la cantidad de conjuntos de cinco barras de PS completas más allá de las que se muestran en la pantalla en caso de que el jugador tenga más de cinco barras de PS completas. El aliado tiene un medidor de PS separado que alcanza un máximo de cuatro barras.
Los ataques a pantalla completa se pueden realizar instantáneamente cuando se recolecta un libro mágico o bajo demanda al costo de una barra de PS completa.
El juego tiene alrededor de 50 niveles,  y dos finales. Hay 51 pisos para luchar en el juego. Ocho de estos pisos tienen personajes jefes al final, incluido el propio Drokmar al final del piso 50. Además, hay siete "Puertas secretas" que permiten al jugador pasar por alto los niveles cuando se realizan maniobras específicas.

## Desarrollo
Durante el desarrollo, Capcom iba a programar la jugabilidad para que el jugador pudiera tener hasta dos aliados (cuatro en total en un juego de dos jugadores). La parte más difícil del juego fue la ubicación de los enemigos en cada etapa. Una de las últimas características implementadas en el juego fueron las puertas secretas. El juego se estaba probando en Japón en abril de 1990. 
La versión de Super Nintendo se anunció en el CES de invierno de 1992. 

## Puertos
Se lanzó un puerto solo para un jugador para Super NES en 1992 y para teléfonos móviles en 2008. Se planeó y se presentó una vista previa de una versión para Capcom Power System Changer, pero nunca se lanzó. La versión arcade completa está incluida en Capcom Classics Collection Remixed para PlayStation Portable y Capcom Classics Collection Vol. 2 para PlayStation 2 y Xbox.
La versión arcade también se lanzó junto con Final Fight en un paquete dos en uno titulado Final Fight: Double Impact para Xbox Live Arcade y PlayStation Network. Fue lanzado el 14 de abril de 2010 para Xbox Live Arcade por 800 puntos Microsoft y el 15 de abril de 2010 para PlayStation Network por $ 9.99.

## Recepción
En Japón, el juego tuvo pruebas de ubicación exitosas en abril de 1990. Game Machine incluyó a Magic Sword en su edición del 1 de septiembre de 1990 como la segunda unidad de juegos de mesa de mayor éxito de Japón del mes, superando a títulos como Raiden y Teenage Mutant Ninja Turtles. En América del Norte, tuvo un lanzamiento exitoso, con pedidos anticipados de varios miles de unidades recreativas al momento del lanzamiento,  mientras se desempeñaba muy bien en las ubicaciones de prueba. Fue un éxito en las salas de juegos estadounidenses cuando se lanzó. En noviembre y diciembre de 1990, las ganancias semanales de caída de monedas promediaron $263.75 por unidad de sala de juegos. Fue el kit de conversión de software de mayor recaudación en las listas de arcade de RePlay en noviembre de 1990.
El juego de arcade recibió críticas positivas de los críticos. Julian Rignall de Computer and Video Games lo llamó un juego "pulido, colorido y bien ejecutado" que "debería atraer a cualquier fanático de slash 'em up ".  Your Sinclair lo llamó "una operación de monedas poco original pero enormemente jugable". 
La versión de SNES recibió críticas mixtas de los críticos. Nintendo Power lo llamó "el mismo gran juego de acción que debutó en las salas de juegos, solo que ahora tienes opciones de juego adicionales más una selección de escenario para los niveles inferiores". Super Play criticó la animación por ser horrible, los efectos de sonido como insignificantes y el juego ralentizándose ante la menor provocación, concluyendo que era un "juego horrible" que era "bastante divertido en cierto modo, si te fijas". míralo de reojo y entrecierra los ojos”.

## En otros medios
El episodio de la serie animada de Street Fighter "The Warrior King" está basado en Magic Sword. Este episodio fue parte de una historia cruzada que abarcó los otros programas de la alineación "Action Extreme Team" de USA Network (Savage Dragon, Mortal Kombat: Defenders of the Realm y Wing Commander Academy).